# La stirpe di Elän
La stirpe di Elän è un fumetto fantasy creato da Federico Memola pubblicato dalla Sergio Bonelli Editore tra il 1995 e il 1998 su Zona X e nel 2006 dalla Star Comics nell'unico numero della collana Altrimondi.
La serie è stata ristampata dalla Sergio Bonelli Editore nella collana Maxi Martin Mystère a partire dal settembre 2020.

## Trama
La serie è composta da episodi di lunghezza variabile e narra le vicende avvenute in seguito al contatto del nostro mondo con quello di Elän che risiede in un'altra dimensione.

## Episodi
| N° | Titolo                      | Data           | Sceneggiatura                    | Disegni                      | N° Zona X                                                                      | N° Maxi Martin Mystère                                                         |
| -- | --------------------------- | -------------- | -------------------------------- | ---------------------------- | ------------------------------------------------------------------------------ | ------------------------------------------------------------------------------ |
| 1  | Delitti e sortilegi         | luglio 1995    | Federico Memola                  | Esposito Bros.               | 11                                                                             | 14                                                                             |
| 2  | I signori del male          | gennaio 1996   | Federico Memola                  | Rossano Rossi                | 14                                                                             | 14                                                                             |
| 3  | L'ombra del drago           | marzo 1996     | Federico Memola                  | Beniamino Delvecchio         | 15                                                                             | 14                                                                             |
| 4  | I viaggiatori delle tenebre | luglio 1996    | Federico Memola                  | Antonio Amodio               | 17                                                                             | 15                                                                             |
| 5  | Il demone fra i ghiacci     | settembre 1996 | Federico Memola                  | Sergio Giardo                | 18                                                                             | 15                                                                             |
| 6  | La caduta di Astartis       | novembre 1996  | Federico Memola                  | Rossano Rossi                | 19                                                                             | 15-16                                                                          |
| 7  | Il picco della morte        | marzo 1997     | Federico Memola                  | Sergio Giardo                | 21                                                                             | 16                                                                             |
| 8  | Prigionieri delle tenebre   | aprile 1997    | Federico Memola                  | Antonio Amodio Gino Vercelli | 22                                                                             | 16                                                                             |
| 9  | Cacciatori di draghi        | luglio 1997    | Federico Memola                  | Stefano Martino              | 25                                                                             | 17                                                                             |
| 10 | I due volti dell'incubo     | agosto 1997    | Federico Memola                  | Rossano Rossi                | 26                                                                             | 17                                                                             |
| 11 | Visioni d'inferno           | ottobre 1997   | Federico Memola Francesco Donato | Giovanni Romanini            | 28                                                                             | 17-18                                                                          |
| 12 | La guardiana della fonte    | febbraio 1998  | Federico Memola                  | Gianni Sedioli               | 32                                                                             | 18                                                                             |
| 13 | L'ombra dei grifoni         | maggio 1998    | Federico Memola                  | Antonio Amodio               | 35                                                                             | 18                                                                             |
| 14 | Sull'orlo dell'abisso       | luglio 1998    | Federico Memola                  | Gino Vercelli                | 37                                                                             | 19                                                                             |
| 15 | La fine di un impero        | agosto 1998    | Federico Memola                  | Gino Vercelli                | 38                                                                             | 19                                                                             |
| 16 | Armageddon                  | settembre 1998 | Federico Memola                  | Stefano Martino              | 39                                                                             | 19                                                                             |
| -  | Lo spirito del drago        | marzo 2002     | Federico Memola                  | Ambra Colombani              | Storia breve di 20 pagine pubblicata su Gli albi di Cronaca di Topolinia n. 16 | Storia breve di 20 pagine pubblicata su Gli albi di Cronaca di Topolinia n. 16 |